# إقليم أنسبا
أنسبا هي منطقة داخلية من مناطق إرتريا في غرب البلاد. عاصمتها كرن و تبلغ مساحتها 23,000 كم. تسميتها تعود إلى اسم نهر في المنطقة. يبدا النهر في الهضبة الأريترية الوسطى في الضواحي الشمالية الغربية للعاصمة أسمرة و ينحدر صوب الشمال في شمال غرب البلاد ويعبر جبال رورا حباب والساحل الأفريقي قبل أن يتدفق إلى البحر الأحمر في بلد مجاور هو السودان في المنطقة المجاورة لميناء سواكن. حدود المنطقة تمتد إلى غاش بركة إلى الجنوب، والمنطقة المركزية، إرتريا الجنوب الشرقي وشمال البحر الأحمر، إرتريا و المنطقة إلى الشرق والشمال، و السودان إلى الغرب.

## هوامش
1. ↑  GeoNames (بالإنجليزية), 2005, QID:Q830106
2. ↑  "معلومات عن إقليم أنسبا على موقع geonames.org". geonames.org. مؤرشف من الأصل في 2019-12-10.
3. ↑  "معلومات عن إقليم أنسبا على موقع vocab.getty.edu". vocab.getty.edu. مؤرشف من الأصل في 2020-04-18.